# Feste Keetmanshoop
Die Feste Keetmanshoop war eine Festung der Schutztruppe in Deutsch-Südwestafrika, dem heutigen Namibia. Sie befand sich in Keetmanshoop im Süden des Landes. Sie diente als Verteidigung gegenüber den Angriffen der Nama, insbesondere im Aufstand der Herero und Nama ab 1904.
Die militärische Befestigungsanlage wurde auf Anweisung von Curt von François 1895 errichtet und stand unter Aufsicht von Oberleutnant Bethe. Dieser starb 1895 nach Belagerung von Keetmanshoop durch die Bondelswarts.
Das Fort wurde in den 1950er Jahren abgerissen, um Platz für eine Polizeiwache zu machen.